# Skrzydło laminarne

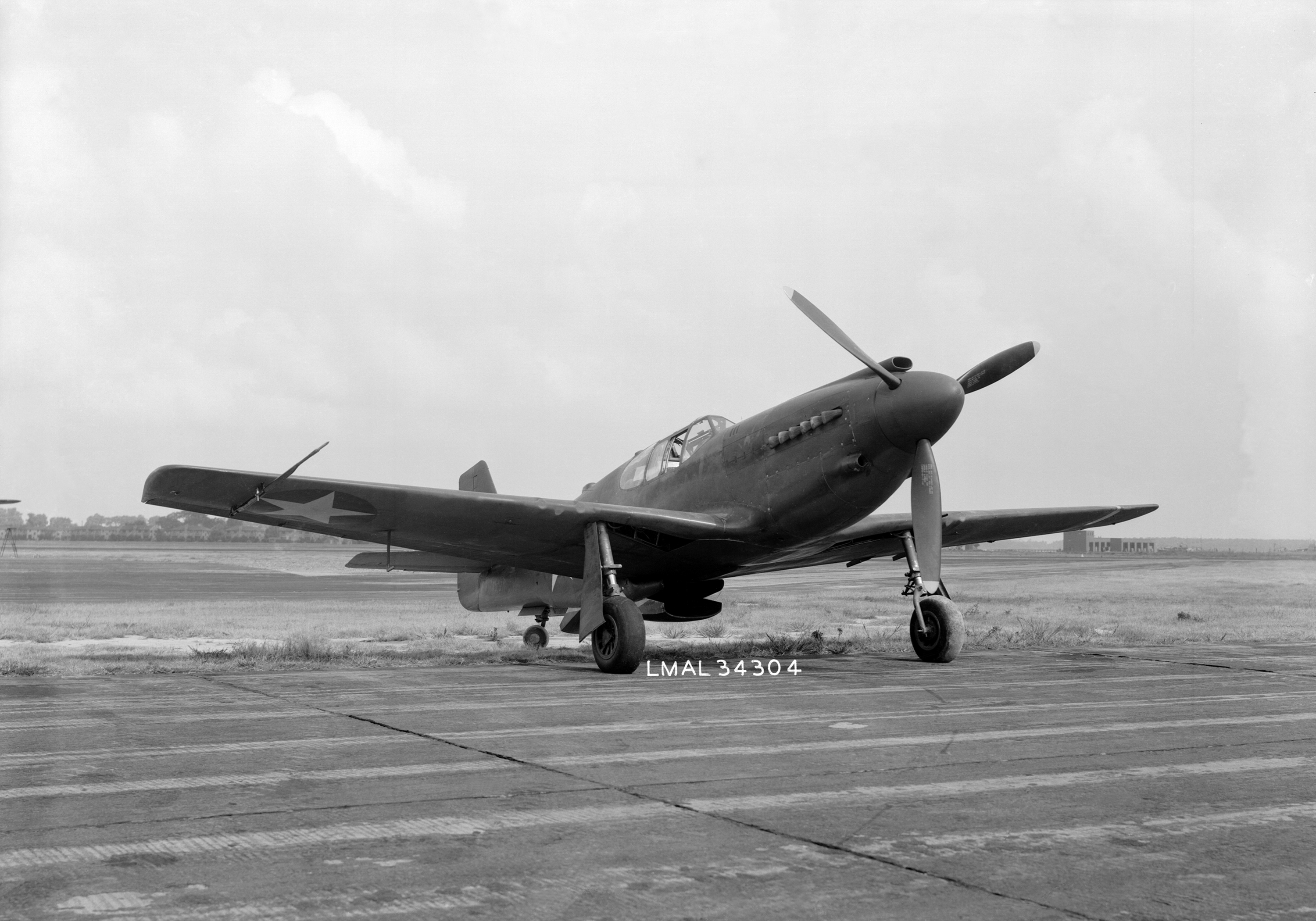
P-51 - pierwszy zachodni samolot zaprojektowany ze skrzydłem laminarnym

Skrzydło laminarne – odmiana skrzydła samolotu, którego profil jest tak dobrany, aby zmaksymalizować powierzchnię skrzydła, nad którą powietrze przepływa laminarnie. Skrzydła laminarne charakteryzują się niskim oporem aerodynamicznym przy niskich kątach natarcia, są cieńsze niż skrzydła o klasycznym profilu, a krawędź natarcia jest bardziej zaostrzona.  Maksymalna grubość skrzydeł laminarnych znajduje się zazwyczaj mniej więcej w połowie długości cięciwy (waha się pomiędzy 35-70%), profile klasyczne maksymalną grubość mają na jednej czwartej długości cięciwy.
Utrzymanie laminarnej warstwy przyściennej jest możliwe tylko w niewielkim zakresie małych kątów natarcia i jest wrażliwe na odkształcenia i zabrudzenia opływanej powierzchni.

## Historia
Pierwszym na świecie samolotem z profilem laminarnym płata IAW-743 był bombowiec PZL.37 Łoś zaprojektowany przez Jerzego Dąbrowskiego w latach 30. w fabryce PZL w Warszawie.
Pierwszym samolotem zaprojektowanym ze skrzydłem laminarnym na Zachodzie był North American P-51 Mustang, ale ówczesna technologia nie pozwalała na wytwarzanie powierzchni o odpowiednio wysokiej jakości i w praktyce część zalet tego profilu nie była wykorzystana.